# SNC Demo-1
SNC Demo-1, также известная как Dream Chaser Demo-1, является первым испытательным беспилотным полётом роботизированного космического корабля Dream Chaser для пополнения запасов МКС в рамках контракта CRS-2 с НАСА. Демонстрационный полёт планируется провести в мае 2025 года при запуске ракеты ULA Vulcan Centaur. Корпорация Sierra Nevada Corporation (SNC) разработала новый космический корабль многоразового использования для предоставления коммерческих услуг по доставке грузов на Международную космическую станцию (МКС) на основе десятилетних программ подъёма кузова. В рамках программы Коммерческой орбитальной транспортной системы (COTS) SNC совместно с промышленным партнером Lockheed Martin разработала усовершенствованный космический корабль Dream Chaser. SNC также разработала сопутствующий грузовой модуль Shooting Star с субподрядчиком Applied Composites. В конце миссии грузовой модуль Shooting Star разрушится, войдя в атмосферу, и Dream Chaser приземлится на площадке для посадки шаттлов Космического центра Кеннеди.

## Космический корабль
Грузовая система Dream Chaser будет выполнять миссии по доставке грузов на МКС в рамках программы NASA Commercial Resupply Services-2 . Эта система включает в себя одноразовый грузовой модуль с солнечными панелями Shooting Star и многоразовый Dream Chaser способный возвращать 1750 кг груза на Землю, испытывая при этом максимальное нагрузку в 1,5 g.
Дизайн Dream Chaser основан на концепции космического самолёта HL-20 Personnel Launch System НАСА 1990-х годов, которая, в свою очередь, является производной от более чем шести десятилетий экспериментальных транспортных средств с несущим корпусом, включая X-20 Dyna-Soar, Northrop M2-F2, Northrop M2-F3, Northrop HL-10, Martin X-24A и X-24B, а также Martin X-23 PRIME .
Экземпляр, которое будет использоваться в миссии SNC Demo-1, называется Tenacity . «Shooting Star» перевозит негерметичные грузы и служит источником питания для Dream Chaser. «Shooting Star» будет иметь грузоподъемность 4 536 кг . Его конструкция похожа на грузовой контейнер Exoliner, показанный в проекте Lockheed Martin Jupiter для CRS-2 НАСА.

## Миссия
SNC Demo-1 — это демонстрационная миссия Dream Chaser в рамках контракта с НАСА по коммерческим службам снабжения-2 (CRS-2). Производство и интеграция космического корабля Dream Chaser осуществляется в Техасе, Колорадо и Флориде. Dream Chaser соединяется с Shooting Star на стартовой площадке, а операции выполняются из центров управления в Колорадо и Хьюстоне. Компания Sierra Nevada выбрала Vulcan Centaur ULA в качестве ракеты-носителя для этой миссии Demo-1 и шести миссий CRS-2, заказанных НАСА.